# Menor (álgebra lineal)

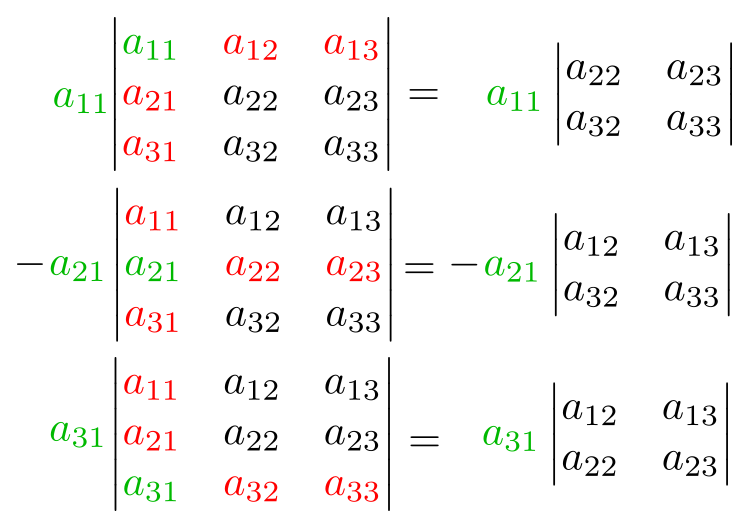
Cálculo de un determinante de orden 3 mediante la regla de Laplace. Para ello se utilizan algunos menores de la matriz.

En álgebra lineal, un menor o menor complementario de una matriz {\displaystyle A} es el determinante de alguna submatriz, obtenido de {\displaystyle A} mediante la eliminación de una o más de sus filas o columnas. Los menores obtenidos por la eliminación de únicamente una fila y una columna de matrices cuadradas se llaman primeros menores y se necesitan para encontrar la matriz de cofactores, la cual es útil para calcular el determinante y la inversa de matrices cuadradas.

## Definición
Sea {\displaystyle A} una matriz de {\displaystyle m\times n} y {\displaystyle k} un entero con {\displaystyle 0<k\leq \min\{m,n\}}, un menor de orden {\displaystyle k\times k} de {\displaystyle A} es el determinante de una matriz {\displaystyle k\times k} obtenida de {\displaystyle A} mediante la eliminación de {\displaystyle m-k} filas y {\displaystyle n-k} columnas.
Puesto que hay:
{\displaystyle {m \choose k}} (leído como "m combinaciones de k")
maneras de escoger {\displaystyle k} filas de {\displaystyle m} filas, y hay
{\displaystyle {n \choose k}}
maneras de escoger {\displaystyle k} columnas de {\displaystyle n} columnas, hay en total
{\displaystyle {m \choose k}\cdot {n \choose k}}
menores de tamaño {\displaystyle k\times k}.

## Notación
El menor {\displaystyle (i,j)} (a menudo denotado como {\displaystyle M_{ij}}) de una matriz cuadrada {\displaystyle A} de {\displaystyle n\times n}, es definido como el determinante de la matriz {\displaystyle (n-1)\times (n-1)} formada mediante la eliminación de la {\displaystyle i}-ésima fila y la {\displaystyle j}-ésima columna de {\displaystyle A}. Un menor {\displaystyle (i,j)} puede ser referido también como {\displaystyle (i,j)}-ésimo menor, o simplemente menor {\displaystyle ij} .
{\displaystyle M_{ij}} puede encontrarse también eliminando los índices correspondientes al elemento aij de la matriz {\displaystyle A}, en cuyo caso decimos que {\displaystyle M_{ij}} es el menor de {\displaystyle a_{ij}}
Un menor formado por la eliminación de una única fila y una única columna de una matriz cuadrada {\displaystyle A} (tal como {\displaystyle M_{ij}}) es llamado primer menor. Cuando dos filas y dos columnas son eliminada, se le llama segundo menor.

## Menores de una matriz
El determinante de cualquier submatriz de {\displaystyle k\times k} de {\displaystyle A} se llama menor de tamaño {\displaystyle k}.
- Si la submatriz es una submatriz principal, su determinante es un menor principal.

Tomando
{\displaystyle A={\begin{bmatrix}1&2&3\\-1&1&-1\\2&0&5\end{bmatrix}}}
La submatriz {\displaystyle B} = {\displaystyle A[\{1,2\}]} = {\displaystyle {\begin{bmatrix}1&2\\-1&1\\\end{bmatrix}}}
es una submatriz principal y su determinante {\displaystyle |A|=(1)(1)-(2)(-1)=3} es un menor principal.
- Si la submatriz es una submatriz principal superior, su determinante es un menor principal superior.

{\displaystyle A={\begin{bmatrix}1&2&3\\-1&1&-1\\2&0&5\end{bmatrix}}}En la misma matriz, las submatrices superiores son:
{\displaystyle A_{1}=A[{1}]={\begin{bmatrix}1\end{bmatrix}}}; {\displaystyle A_{2}=A[{1,2}]={\begin{bmatrix}1&2\\-1&1\\\end{bmatrix}}}; {\displaystyle A_{3}=A[{1,2,3}]={\begin{bmatrix}1&2&3\\-1&1&-1\\2&0&5\end{bmatrix}}=A}
Los determinantes de las submatrices |{\displaystyle A_{1}}| = 1, |{\displaystyle A_{2}}| = 3, |{\displaystyle A_{3}|} = 5 son los menores escalonados superiores.
- Si las submatriz es una submatriz principal inferior, su determinante es un menor principal inferior.

{\displaystyle A={\begin{bmatrix}5&4&3\\2&1&5\\2&0&5\end{bmatrix}}} Las submatrices escalonadas inferiores de A son:
{\displaystyle A_{1}=A[{1}]={\begin{bmatrix}5\end{bmatrix}}}
;{\displaystyle A_{2}=A[{1,2}]={\begin{bmatrix}1&5\\0&5\\\end{bmatrix}}}
;{\displaystyle A_{3}=A[{1,2,3}]={\begin{bmatrix}5&4&3\\2&1&5\\2&0&5\end{bmatrix}}=A}
Los determinantes de las submatrices {\displaystyle |A_{1}|=1} , {\displaystyle |A_{2}|=5} , {\displaystyle |A_{3}|=19} son los menores inferiores principales.